# Misión San Buenaventura
La Misión San Buenaventura es una parroquia católica ubicada en la ciudad de Ventura, condado de Ventura, California, Estados Unidos. Fue uno de los nueve pueblos de misión fundado personalmente por el fraile franciscano Junípero Serra en la Alta California. Se encontraba en las tierras del pueblo chumash y alcanzó el máximo de población en 1816. Tras haber sido recuperada por la Iglesia católica en 1862, fue sometida a diversas restauraciones hasta convertirse en un complejo religioso, educativo y cultural que forma parte del Registro Nacional de Lugares Históricos.

## Historia
La misión se fundó el 31 de marzo de 1782 por Junípero Serra, quien plantó una cruz en la playa del Canal de Santa Bárbara para dar comienzo a la obra cercana a la villa Mitsquanaqa'n en la tierra de los nativos chumash. Se tenía planeada como la tercera en el orden de fundación de las misiones establecidas en la Alta California, pero terminó siendo la novena en erigirse.
El lugar fue dejado bajo la dirección de Pedro Benito Cambón, quien emprendió, con la importante ayuda de los nativos, un sistema de acueductos entre 1805 y 1815. El agua provenía del río Ventura y se extendía por 11 km. Dicho sistema mantenía los hermosos jardines y huertos de la misión. Para 1816 San Buenaventura alcanzó el máximo de población con 1326 habitantes, y su patrimonio comprendía 41 000 animales que incluía 23 400 cabezas de ganado, 12 144 ovejas y 4493 caballos.
La primera iglesia de la misión fue destruida por un incendio. Tras un frustrado intento de reconstrucción, hacia 1792 se retomó nuevamente la erección del templo que se terminó hasta 1809. Al mismo tiempo se acabaron las capillas de San Miguel y Santa Gertrudis. Para 1812 una serie de sismos obligaron a sus residentes (religiosos y neófitos o indios conversos) a buscar un refugio temporal.
Para 1833 el gobierno mexicano tomó posesión del inmueble por medio del proceso de secularización de las misiones californianas. Fue hasta 1862, ya bajo el gobierno estadounidense, que la misión fue retornada a la Iglesia católica por petición de Joseph Sadoc Alemany. La propiedad comprendía la iglesia, residencia para los clérigos, cementerio, huerto, y viñedo.
A partir de 1893 el interior de la iglesia fue cambiado en su totalidad por el padre Cipriano Rubio. Para 1921 se construyó la escuela que inició funciones desde 1922 (Holly Cross School), pese a que ya existía la educación a los infantes desde 1829, aunque con interrupciones por ciertos periodos. Entre 1956 y 1957 el templo fue sometido a una nueva restauración por el padre Aubrey J. O'Reilly, y en 1976 fue consagrada por el cardenal Timothy Manning.
Sin embargo, ya en 1994 el espacio era insuficiente, por lo que se planificó un importante proyecto para nuevos edificios, entre otras obras. Desde entonces del emplazamiento original —delineado como un rectángulo— únicamente sobreviven la iglesia y el huerto.

## Sitio histórico
San Buenaventura forma parte del Registro Nacional de Lugares Históricos. En el lugar existen vestigios de importancia arqueológica y sitios significativos de la historia de la misión, parte de ellos abiertos al público. También alberga un museo. Por otro lado, la misión es una de tres en California que se encuentran en el centro histórico de una ciudad, en este caso en Ventura, siendo las otras San Luis Obispo de Tolosa y San Gabriel Arcángel.
La lista de vestigios y sitios históricos de San Buenaventura comprende: el jardín de la misión, la capilla de San Miguel, cementerio de los nativos, restos del acueducto y la Cruz del Padre Serra, entre otros.

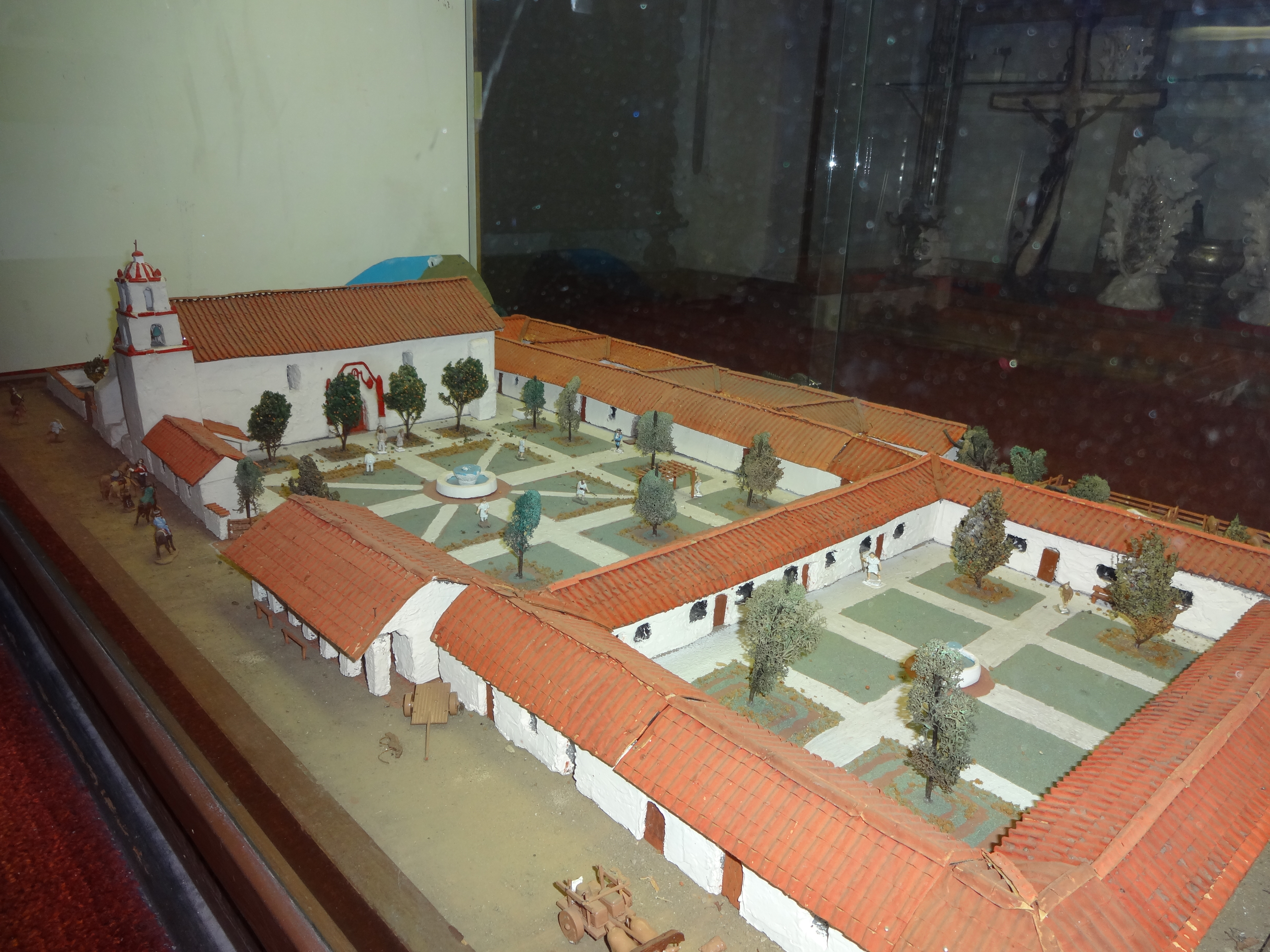
Diorama de San Buenaventura en el museo.
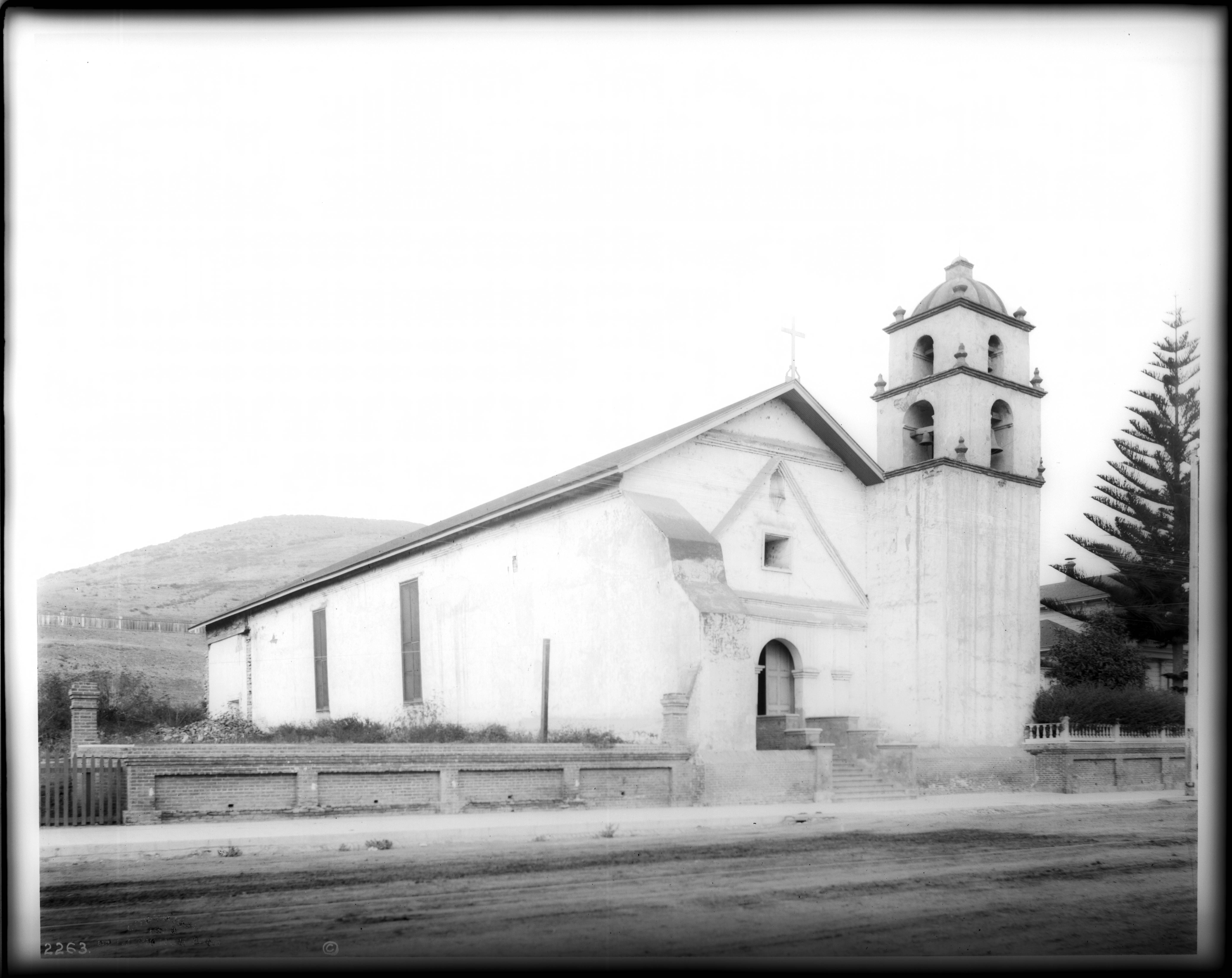
Fotografía cerca del año 1903.
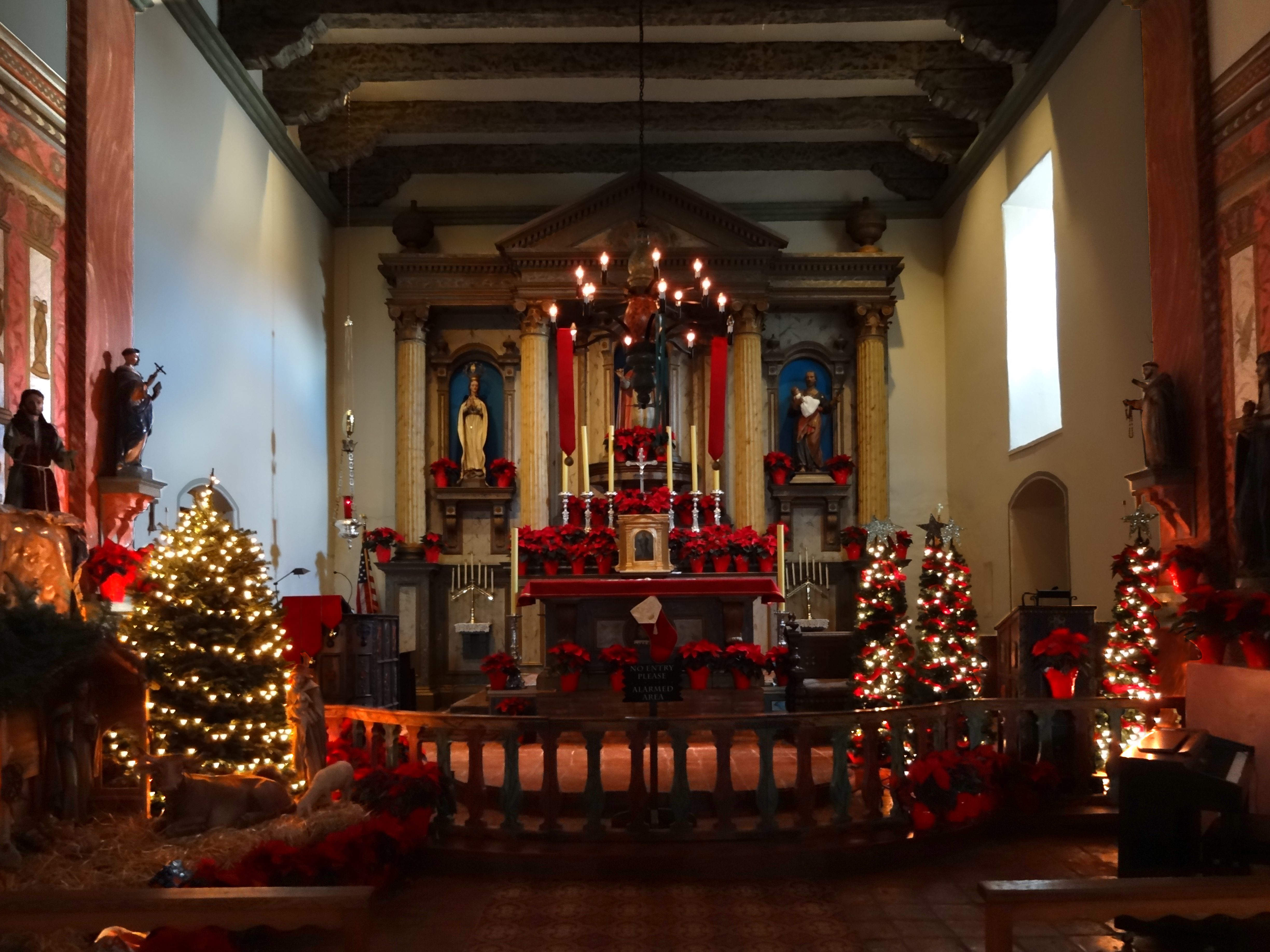
Interior de la iglesia.
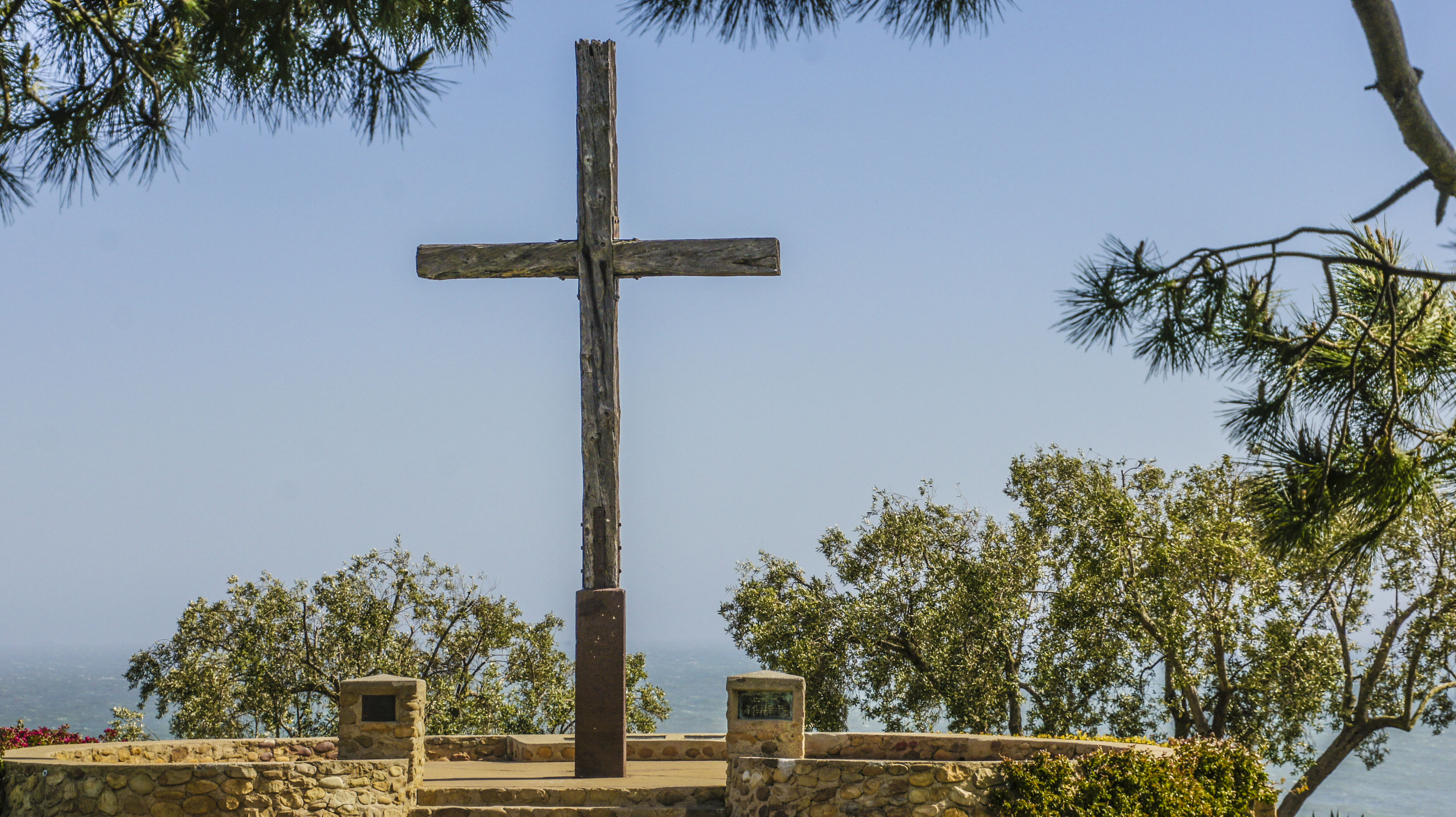
La Cruz del Padre Serra.